# Vanil d'Arpille
Vanil d'Arpille är en bergstopp i Schweiz.   Den ligger i distriktet Gruyère och kantonen Fribourg, i den sydvästra delen av landet, 40 km söder om huvudstaden Bern. Toppen på Vanil d'Arpille är 2 085 meter över havet, eller 579 meter över den omgivande terrängen. Bredden vid basen är 6,9 km.
Terrängen runt Vanil d'Arpille är kuperad västerut, men österut är den bergig. Närmaste större samhälle är Bulle, 14,0 km väster om Vanil d'Arpille. 
I omgivningarna runt Vanil d'Arpille växer i huvudsak blandskog. Runt Vanil d'Arpille är det ganska glesbefolkat, med 38 invånare per kvadratkilometer.